# Gouvernement de l'île de Man

Blason de l'île de Man.

Le gouvernement de l'île de Man (Isle of Man Government en anglais, Reiltys Ellan Vannin en mannois) est l'organe exécutif de l'île de Man. Il est dirigé par le ministre en chef nommé par le lieutenant-gouverneur de l'île de Man qui représente la Couronne.
Le siège du gouvernement est situé dans la capitale de l'île, Douglas, ville où se trouvent les bureaux du gouvernement et la chambre du Parlement, le Tynwald.
Le gouvernement de l'île de Man est composé de neuf ministères, de neuf organes statutaires, de cinq bureaux et de neuf agences quasi indépendantes.

## Ministre en chef

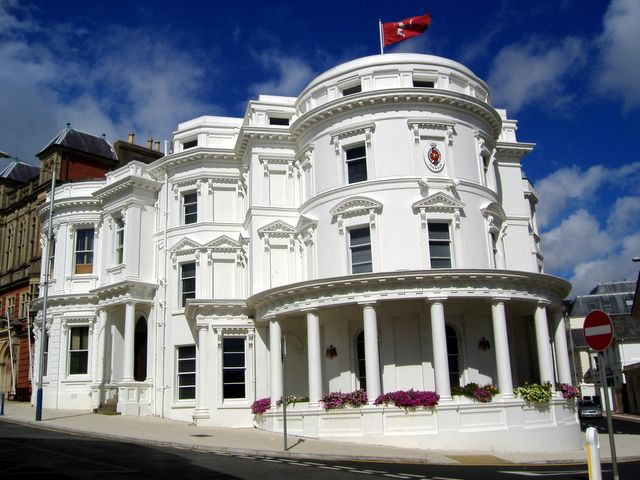
Bâtiments du gouvernement, à Douglas.

Le ministre en chef de l'île de Man (mannois : Ard-choylargh) est le chef du gouvernement.
Le poste dérive de celui de président du Conseil exécutif. Avant 1980, le Conseil exécutif était présidé par le lieutenant-gouverneur, mais par la suite, le président a été élu par le Tynwald, parlement de l'île. Le titre a été changé en ministre en chef (chief minister) en 1986. 
Le ministre en chef est nommé par le lieutenant-gouverneur sur la proposition du Tynwald après chaque élection générale de la House of Keys. Il occupe son poste jusqu'à la prochaine élection générale (par exemple, pour 5 ans) et est rééligible mais il peut être démis de ses fonctions par le Tynwald sur un vote de défiance envers le Conseil des ministres.

## Ministères

### Ministère du Développement économique
(Economic Development en anglais, Lhiasaghey Tarmaynagh en mannois.)
- Ministre en fonction : John Shimmin.

Ce ministère existe depuis le 1er avril 2010 et remplace le ministère du Commerce et de l'Industrie et gère le secteur du tourisme, autrefois dévolu au ministère du Tourisme et des Loisirs.

### Ministère de l'Éducation et de l'Enfance
(Education and Children en anglais, Ynsee as Paitchyn en mannois.)
- Ministre en fonction : Tim Crookall.

Jusqu'en 1951, ce ministère porte le nom de Conseil de l'éducation, avant de devenir le ministère de l'Éducation. Le nom de ministère de l'Éducation et de l'Enfance n'existe que depuis 2010.
Le 20 juin 2012, le ministre Peter Karran, membre du parti libéral vannin, est exclu du gouvernement après avoir refusé de soutenir une décision de celui-ci, visant à l'investissement de 49 M£ avec les studios de Pinewood Studios. Allan Bell nomme David Anderson, par ailleurs ministre de la Santé, à ce poste pour en assurer l'intérim. Le 12 juillet suivant, Tim Crookall est nommé au poste.

### Ministère de l'Environnement, de l'Alimentation et de l'Agriculture
(Environment, Food and Agriculture en anglais, Chymmyltaght, Bee as Eirinys en mannois.)
- Ministre en fonction : Richard Ronan.

Le ministère du Développement économique existe, ainsi nommé, depuis le 1er avril 2010. Il est alors constitué du regroupement du ministère de l'Agriculture, des Pêches et des Forêts et du ministère du Gouvernement local et de l'Environnement.

### Ministère des Infrastructures
(Infrastructure en anglais, Bun-troggalys en mannois.)
- Ministre en fonction : Phil Gawne.

Ce ministère existe depuis avril 2010 et succède en termes de compétences au ministère des Transports, créé en 1994 par la fusion du ministère du Tourisme, des Loisirs et des Transports et du ministère des Routes, des Ports et des Propriétés.

### Ministère de l'Intérieur
(Home Affairs en anglais, Cooishyn Sthie en mannois.)
- Ministre en fonction : Juan Watterson.

Le ministère de l'Intérieur de l'île de Man existe depuis 1986. Il portait, de 1981 à 1986, le nom de Conseil de l'Intérieur et était dirigé par un président.

### Ministère de la Santé et des Affaires sociales
(Health and Social Care en anglais, Rheynn Slaynt as Kiarail y Theay en mannois.)
- Ministre en fonction : Howard Quayle.

Le ministère du la Santé et des Affaires sociales existe, ainsi nommé, depuis le 1er avril 2014. Il est alors constitué du regroupement du ministère des Affaires sociales et du ministère de la Santé.

### Ministère du Trésor
(Treasury en anglais, Tashtey en mannois.)
- Ministre en fonction : Eddie Teare.

Le ministère du Trésor existe sous sa forme actuelle depuis 1986. De 1962 à 1986, les finances publiques sont gérées par le Conseil des finances (Finance Board), dirigé par un président.

## Ministères disparus

### Ministère des Affaires sociales
(Social Care en anglais, Kiarail y Theay en mannois.)
- Période : Avant 1950-2014.

Le ministère des Affaires sociales existe sous ce nom d'avril 2010 à mars 2014. Il portait, entre 1986 et 2010, le nom de ministère de la Santé et de la Sécurité sociale. Auparavant, les affaires sociales étaient gérées par le Conseil des services sociaux (jusqu'en 1970), puis par le Conseil de la Sécurité sociale (1970-1986). En mars 2014 est créé le Ministère de la Santé et des Affaires sociales.

### Ministère de la Communauté, de la Culture et des Loisirs
(Community, Culture and Leisure en anglais, Co-phobble, Cultoor as Soccar en mannois.)
- Période : 2010-2014.

Le ministère de la Communauté, de la Culture et des Loisirs exista du 1er avril 2010 au 31 mars 2014. Il accaparait le secteur loisirs du défunt ministère du Tourisme et des Loisirs. Le 12 juillet 2012, Tim Crookall, envoyé au ministère de l'Éducation, cède sa place au MHK Graham Cregeen.

### Ministère de la Santé
(Health en anglais, Slaynt en mannois.)
- Période : 1949-2014.

Le ministère de la Santé de l'île de Man existait sous cette dénomination du 1er avril 2011 au 31 mars 2014. Il portait, depuis 1986, le nom de ministère de la Sécurité sociale et sanitaire. Avant 1986, il s'agissait d'un conseil, dénommé Conseil des services de santé avec à sa tête un président. À partir de 2014, regroupé au ministère des Affaires sociales, il devient ministère de la Santé et des Affaires sociales.